# Zaaghaaien
De zaaghaaien (Pristiophoriformes) vormen een orde van de klasse kraakbeenvissen met een kenmerkende, lange en zaag-achtige snuit. Er is één familie binnen deze orde, de zaaghaaien (Pristiophoridae). Ze moeten niet verward worden met de zaagvissen, die er sprekend op lijken maar tot de roggen behoren. Ook hun wetenschappelijke naam Pristiformes lijkt op die van de zaaghaaien. 
Er is nog maar één moderne familie met tien soorten in twee geslachten.

## Verspreiding en leefgebied
Ze komen vooral voor in zeeën van zuidelijk Afrika tot Australië en Japan. Pas in 1960 werd de Bahamazaaghaai ontdekt in de diepere wateren rond het noordwestelijke deel van het Caribisch gebied. In maart 2020 werd bekendgemaakt dat er in de Indische Oceaan twee nieuwe soorten zijn ontdekt die beide op dieptes vanaf 20 meter voorkomen.

## Taxonomie
- Orde: Pristiophoriformes (Zaaghaaien)
  -  Familie: Pristiophoridae (Bleeker, 1859)

Bakerhaaien (Orectolobiformes) · Doornhaaiachtigen (Squaliformes) · Echinorhiniformes · Grauwe haaien (Hexanchiformes) · Makreelhaaien (Lamniformes) · Grondhaaien (Carcharhiniformes) · Zee-engelen (Squatiniformes) · Varkenshaaien (Heterodontiformes) · Zaaghaaien (Pristiophoriformes)